# Siridapha filipalpis
Siridapha filipalpis är en tvåvingeart som beskrevs av Günther Enderlein 1942. Siridapha filipalpis ingår i släktet Siridapha och familjen Pyrgotidae. Inga underarter finns listade i Catalogue of Life.